# Mimi Guarneri
Erminia Mimi Guarneri, M.D., F.A.C.C., A.B.I.H.M., también conocida como Erminia Guarneri, es una cardióloga estadounidense, becaria, autora y principal proponente de medicina alternativa. Newsmax la ha ranqueado N.º seis en la parte superior de cien médicos quiénes abrazan la integrativa medicina. Ella está certificada en Enfermedad Cardiovascular, Medicina Interna, Nuclear Cardiología y Medicina Integrativa.
La Dra. Mimi es presidenta fundante de la Academia de Salud Integrativa y Medicina (AIHM) y expresidenta del Tablero de EE. UU. de Integrative Holistic MedicinE (ABIHM). Sirve en el Consejo de Physician Specialties en Integrative Medicina (ABoIM),  y es una profesora asociada clínica en la Universidad de California, San Diego (UCSD).  Es fundadora y directora médica de Guarneri Integrative Health Inc., cofundadora de Pacific Pearl La Jolla, un centro de salud, y de educación en California, y cofundadora del Scripps Center for Integrative Medicine en San Diego donde es directora médica por 15 años.  Ayudó a crear y continúa dirigiendo varias asociaciones nacionales integrativas en San Diego que miles de proveedores de salud de a través de los Estados Unidos y globalmente. Esas asociaciones incluyen la Conferencia de Suplementos Naturales, el Integrative & Holistic Nursing Conference y el AIHM Conference Anual.
Es autora de “El Corazón Habla” y una pionera integrativa cardióloga, la Dra. Mimi ha presentado en televisión con NBC Hoy y PBS. Es coautora del libro, “Compromiso Total: El Healthcare la guía para Curarse del practicante Tú, Vuestros Pacientes & Vuestra Práctica,” publicado en 2014. También es profesora de La serie de Cursos Grande, “La Ciencia de Curación Natural,” presentando 24 de sus conferencias de 30 minutos en un formato de DVD.

## Algunas publicaciones
- 2016. 108 Steps to Unleash Your Healing Potential: The Power of Integrative Health and Medicine. Publicó Hay House, Inc. ISBN 1401945775, ISBN 9781401945770

- 2014. Total Engagement: The Healthcare Practitioner's Guide to Heal Yourself, Your Patients, and Your Practice. CoN Mark J. Tager. Publicó ChangeWell, Inc. ISBN 0971625034, ISBN 9780971625037

- 2007. The Heart Speaks: A Cardiologist Reveals the Secret Language of Healing. Ed. anotada de Simon & Schuster, 219 p. ISBN 0743273125, ISBN 9780743273121

## Reconocimiento y premios
La Dra. Mimi ha sido reconocida por su liderazgo nacional en Integrative Medicina por el Bravewell Collaborative y ha servido e la silla del Bravewell Red Clínica for Integrative Medicine. En 2009, fue honrada como la ARCS científico del año. En 2011, Mimi fue ganadora del Bravewell Leadership por el dirigente que haya hecho contribuciones significativas a la transformación del sistema de cuidado de salud de EE. UU. Más recientemente,  recibió el Premio 2012 Linus Pauling Medicina Funcional Lifetime de Consecución del Instituto para Medicina Funcional y el Premio Grace A. Goldsmith de la Universidad americana de Nutrición.
2016:
Salud & Wellness Pionero 2016 - presentado por «San Diego Magazine "Celebrating Women" 2016 Awards». San Diego Magazine. Consultado el 7 de octubre de 2016., Mujer de los Premios de Año;</nowiki> 
Luces de LightBridge Premio - presentado por LightBridge Hospicio Fundación Comunitaria.</nowiki> 
2012:							 
«Grace Goldsmith Award». American College of Nutrition. Consultado el 7 de octubre de 2016. Un. Goldsmith Premio - presentado por La Universidad americana de Nutrición;</nowiki> 
«Linus Pauling Functional Medicine Lifetime Achievement Award». Institute for Functional Medicine. Archivado desde el original el 16 de septiembre de 2016. Consultado el 7 de octubre de 2016. - presentado por Instituto para Medicina Funcional.</nowiki> 
2011:
Bravewell Physician Premio de Liderazgo - presentado por El Bravewell Collaborative; 		
Premio de Inspiración de IDEA Interior - presentado por Asociación de Forma física & de Salud de IDEA. 
2009:
Científico del Premio de Año - presentado por ARCS Fundación @– Capítulo de San Diego. 
2008:
Preocupación de Proyecto Internacional Honorary para Al sureste presentado en Asia por Preocupación de Proyecto Internacional. 
2007:
UCSD La mayoría de Facilidad Exterior Excepcional - presentado por Universitario de California, San Diego. 
2005:
Finalista Nominado Bravewell Premio para Integrative Medicina - presentado por Bravewell Fundación. 
2004:
Recipient Fronteras En Premio de Medicina Scripps Fundación - presentado por Scripps Fundación.
2003:
Finalista Nominado Bravewell Premio para Integrative Medicina - presentado por Bravewell Fundación. 
1988:
Jadwin Beca para Más Excepcional Estudiantil - presentado por SUNY, Downstate Centro Médico; 
Lemmon Premio de Compañía para Excelencia Académica - presentado por SUNY, Downstate Centro Médico; 
Merck Premio Manual para Excelencia Académica - presentado por SUNY, Downstate Centro Médico; 
Janet H. Glasgow Cita de Consecución conmemorativa - presentado por SUNY, Downstate Centro Médico. 
1987:
Alfa de Omega de la Alfa, Elegido - SUNY, Downstate Centro Médico. 
1985: 
Premio de Neurociencia para Excelencia Académica - presentado por SUNY, Downstate Centro Médico.